# Tombe van Gül Baba

De Tombe van Gül Baba is een mausoleum in Boedapest, een museum voor Ottomaans Hongarije, een complex van hangende tuinen en een islamitische pelgrimagesite. De tuinen liggen op verschillende terrassen en zijn van beneden naar boven opgebouwd als een magnoliatuin, lavendeltuin en rozentuin. Rondom de türbe liggen moslimgraven en ligt een islamitische tuin. In de tombe is Gül Baba begraven.
In de verdieping onder de islamitische tuin en het mausoleum is een Turks onderzoeksinstituut gevestigd voor de geschiedenis van Ottomaans Hongarije en een museum dat aan deze periode uit de Geschiedenis van Hongarije gewijd is.
Het is het noordelijkste islamitische pelgrimsoord en van het Bektashisme, een Derwisjtische Soefistenorde.

## Geschiedenis
Het mausoleum werd gebouwd in 1541 voor de Bektashi derwisj Gül Baba, een metgezel, mysticus en hoveling van sultan Süleyman I de Prachtlievende. Baba sneuvelde bij de verovering van Boeda in 1541 en was een van de weinige Ottomanen die geliefd was bij de Hongaren, wegens zijn tolerantie, ook op het gebied van religie.
Tijdens de herovering van Boeda in 1686 door de Habsburgers werd het mausoleum niet vernield, maar door Jezuïeten omgevormd tot een Rooms-Katholieke kapel en werd hernoemd naar Sint-Jozef.
In de 19e eeuw kwam het land in handen van János Wagner, die het mausoleum onderhield en toegankelijk liet zijn voor moslimpelgrims uit het Ottomaanse Rijk. In 1885 huurde de Ottomaanse overheid een Hongaars ingenieur in om de tombe te restaureren; toen dit was voltooid in 1914, werd het tot nationaal monument verklaard. Er volgden nog drie restauraties in de jaren 1960, in de jaren 1990 en een restauratie die voltooid werd in 2018. Het werd eigendom van de Republiek Turkije en geopend door de Hongaarse premier Viktor Orbán en de Turkse president Recep Tayyip Erdoğan.

## Afbeeldingen

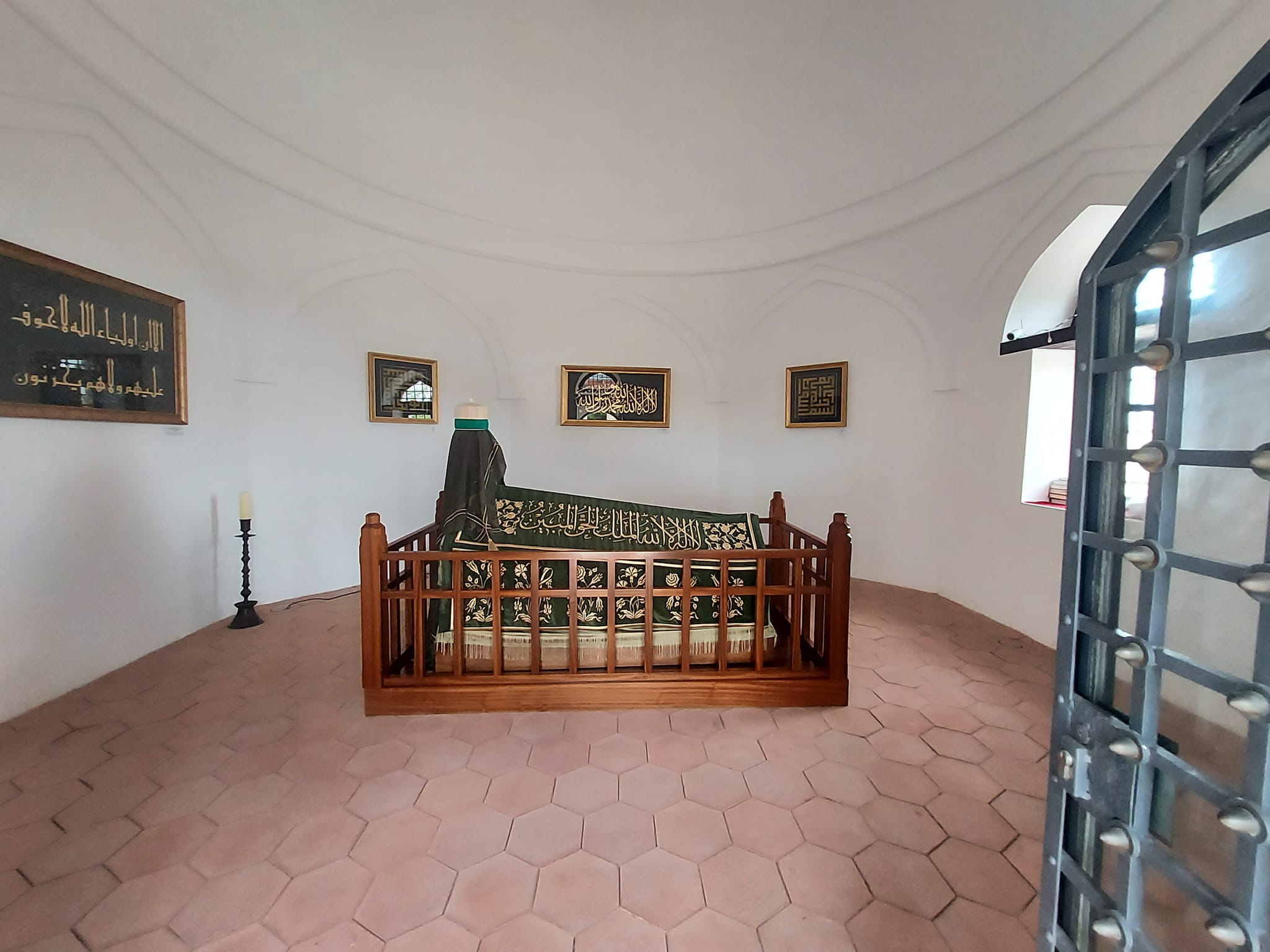
Sarcofaag van Gül Baba, gelegen in de türbe
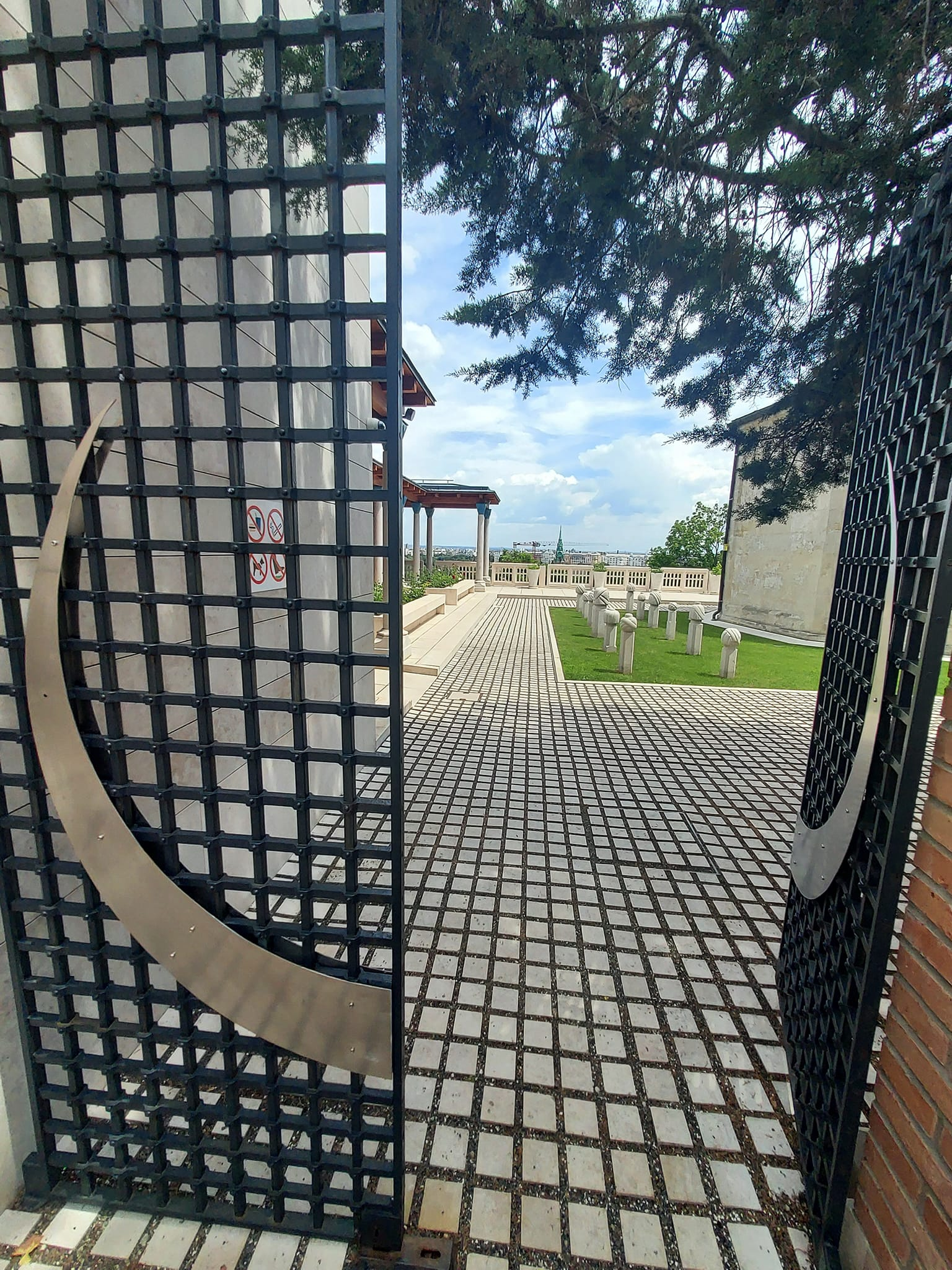
Poort naar de binnenhof waar de tombe gelegen is
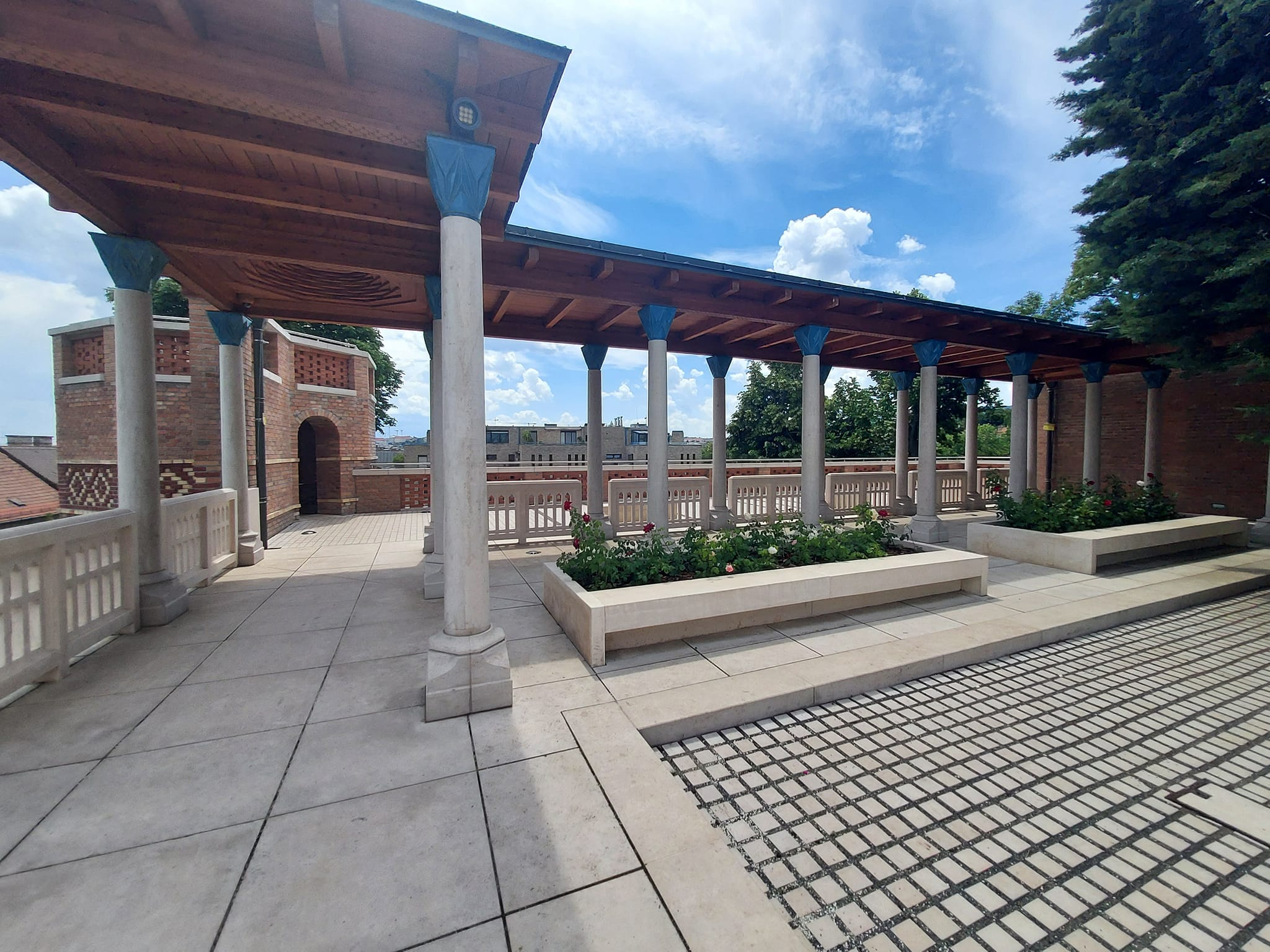
Binnenhof met zuilengang rondom de tombe
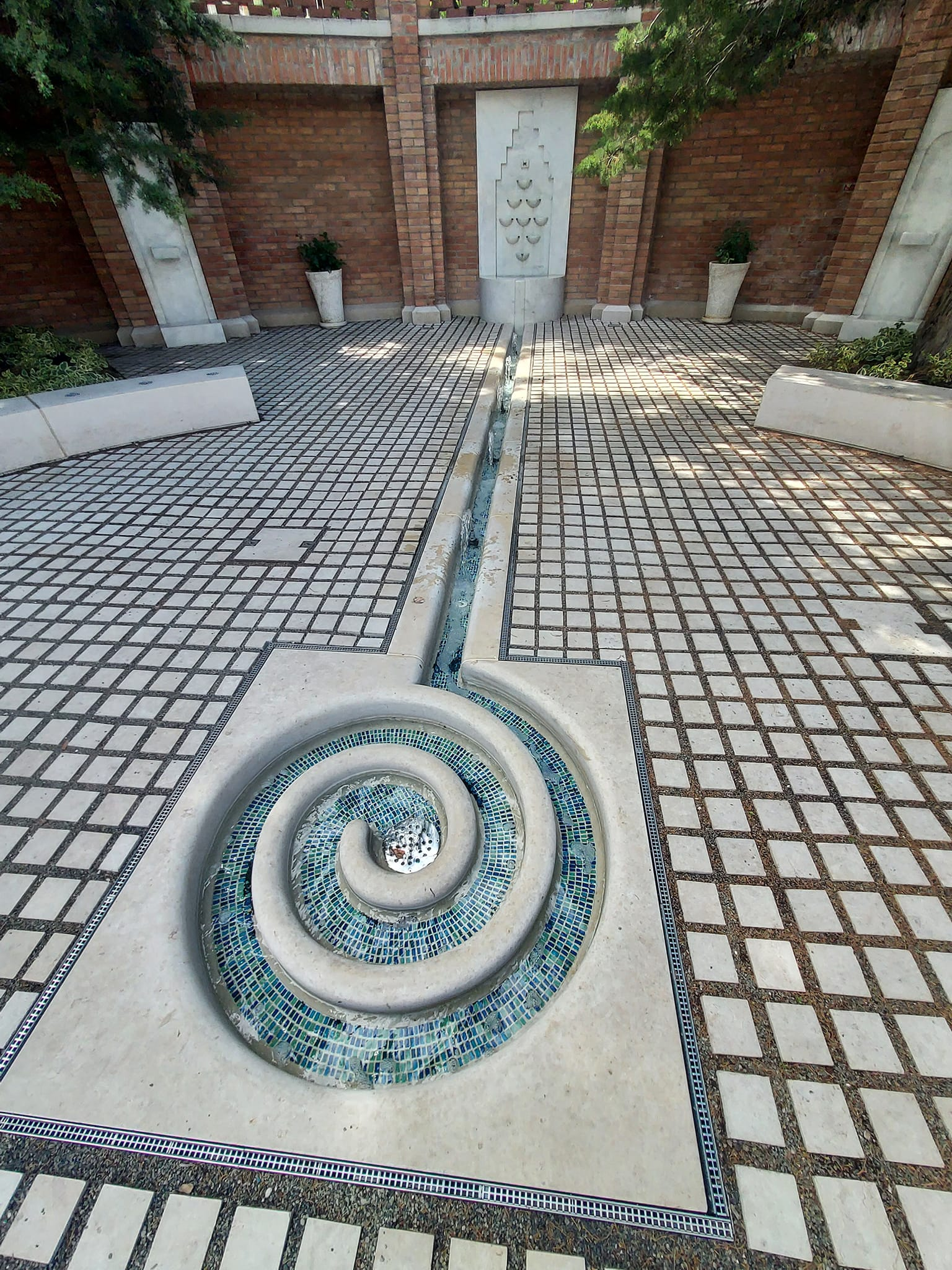
Islamitisch tuinelement gelegen in de binnenhof
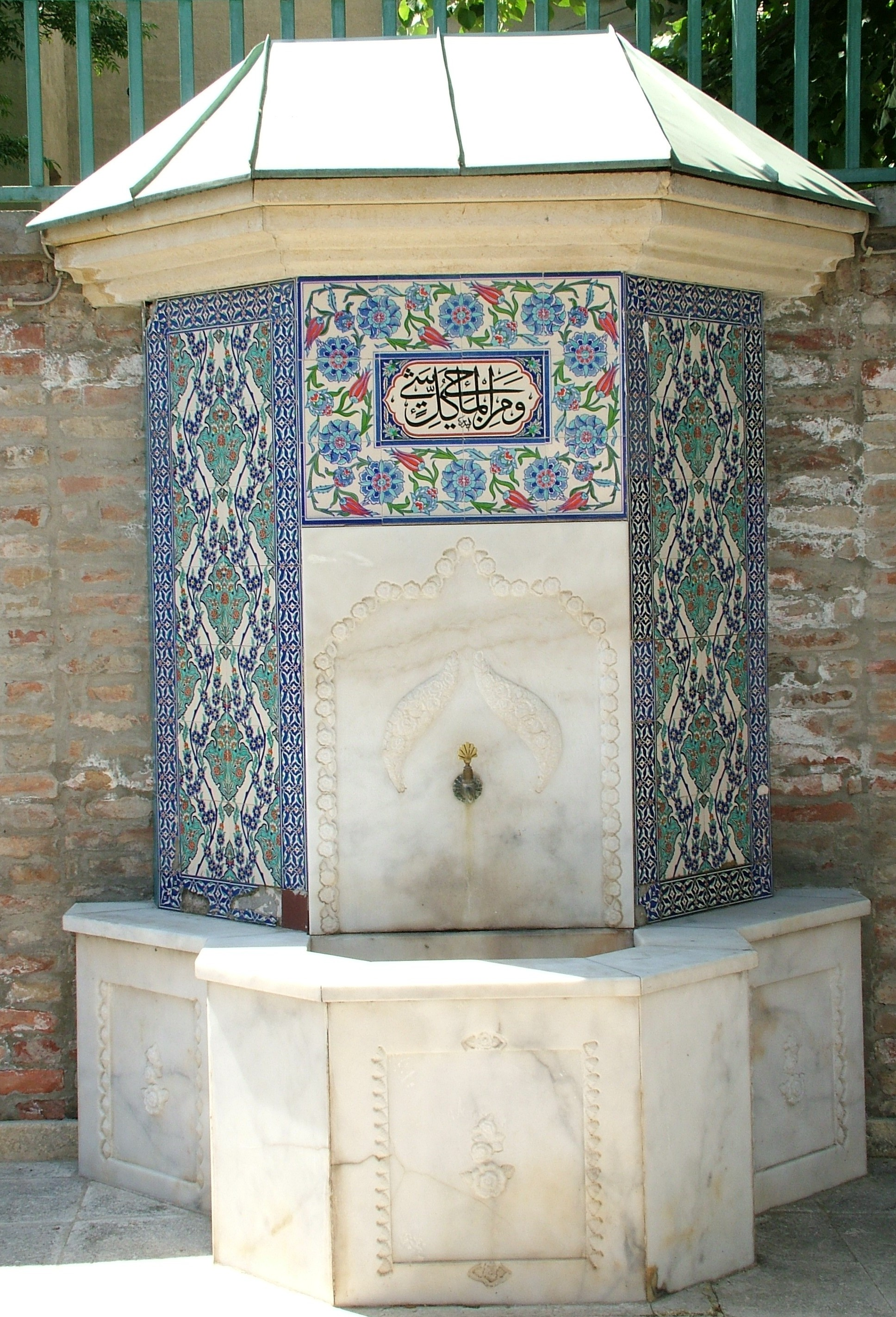
Fontein in de nabijheid van de tombe
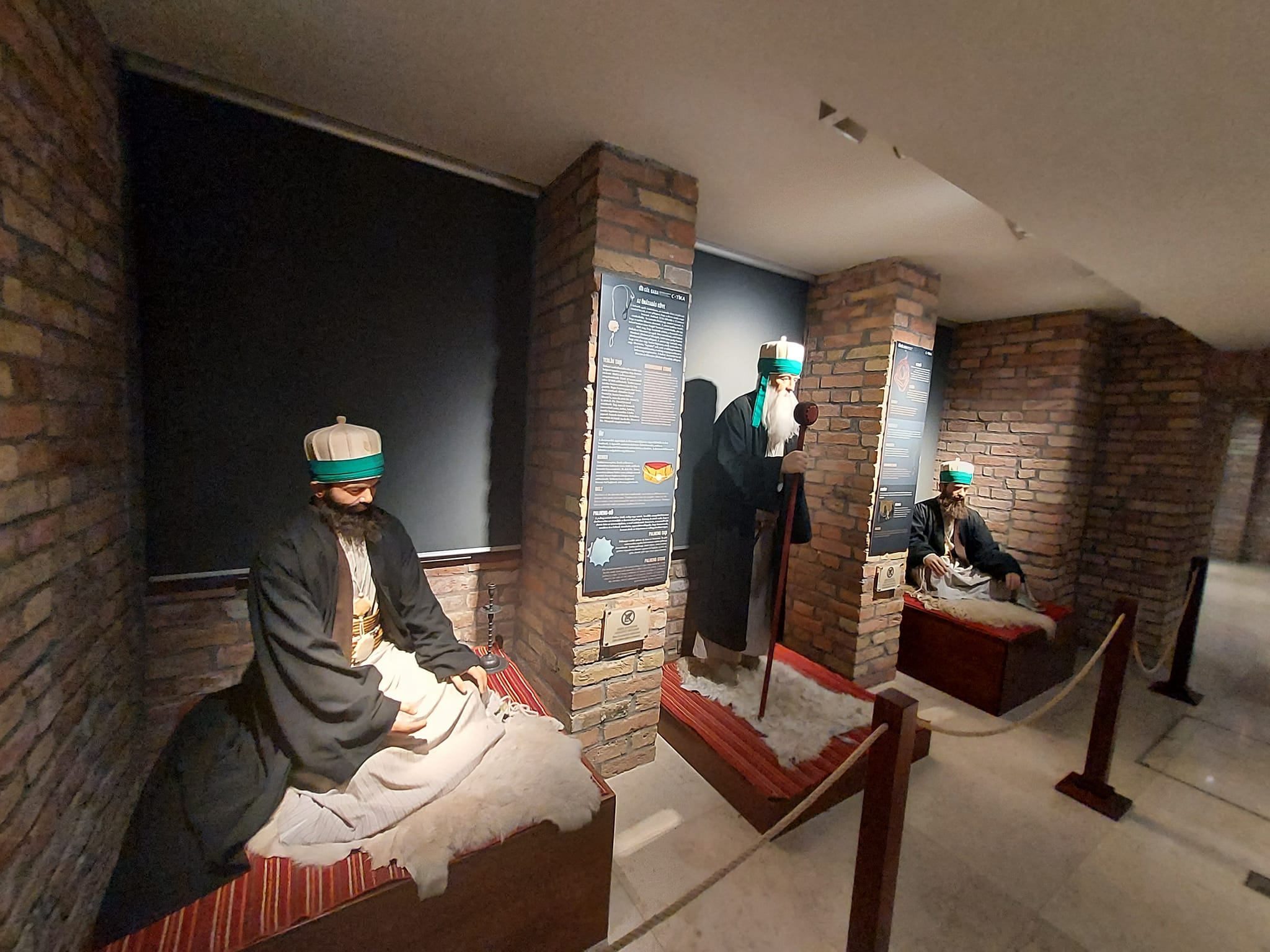
Wassenbeelden van Soefimystici en medebroeders van de Derwisjtische orde van het Bektashisme
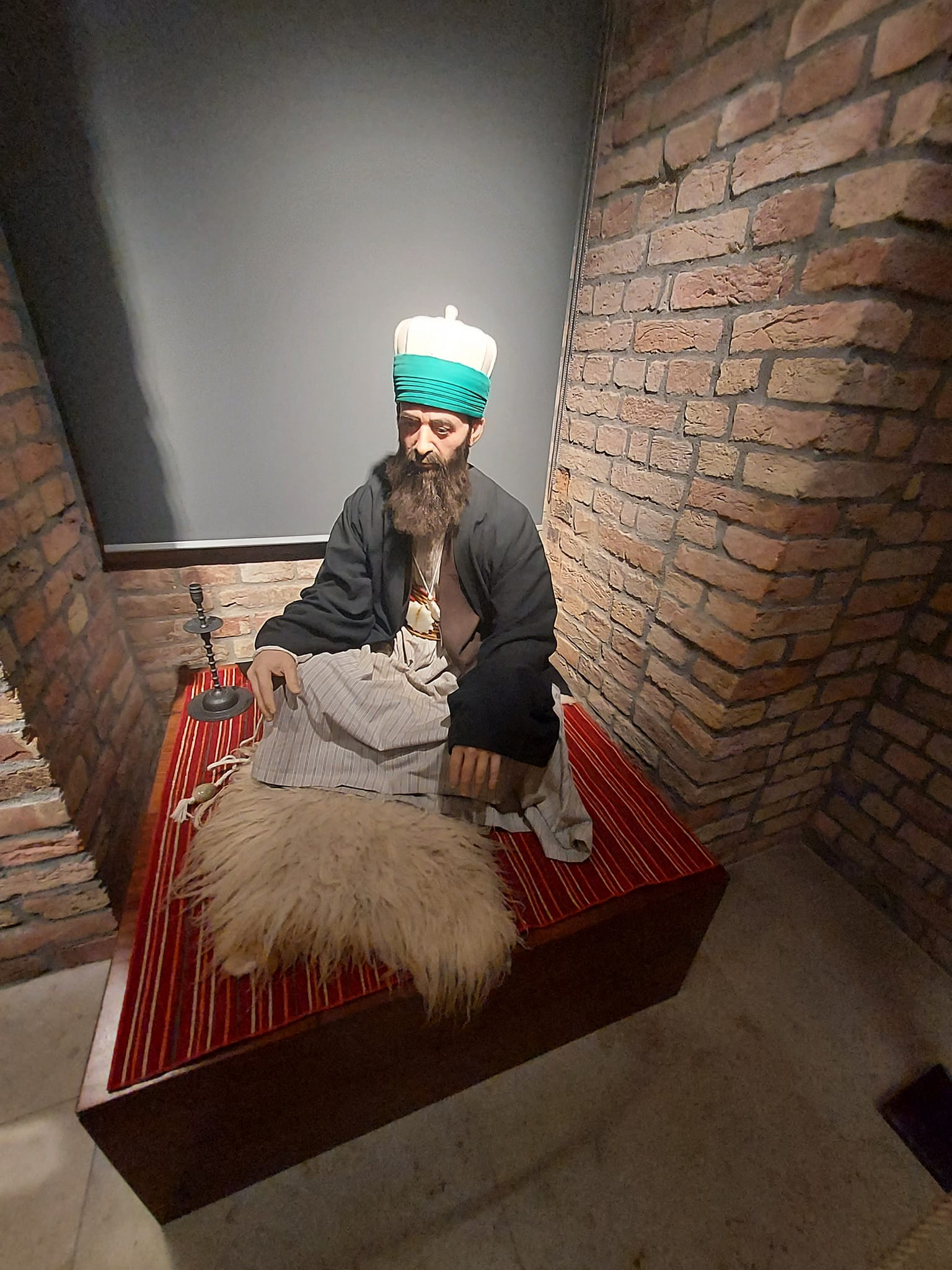
Wassenbeeld van Gül Baba zelf
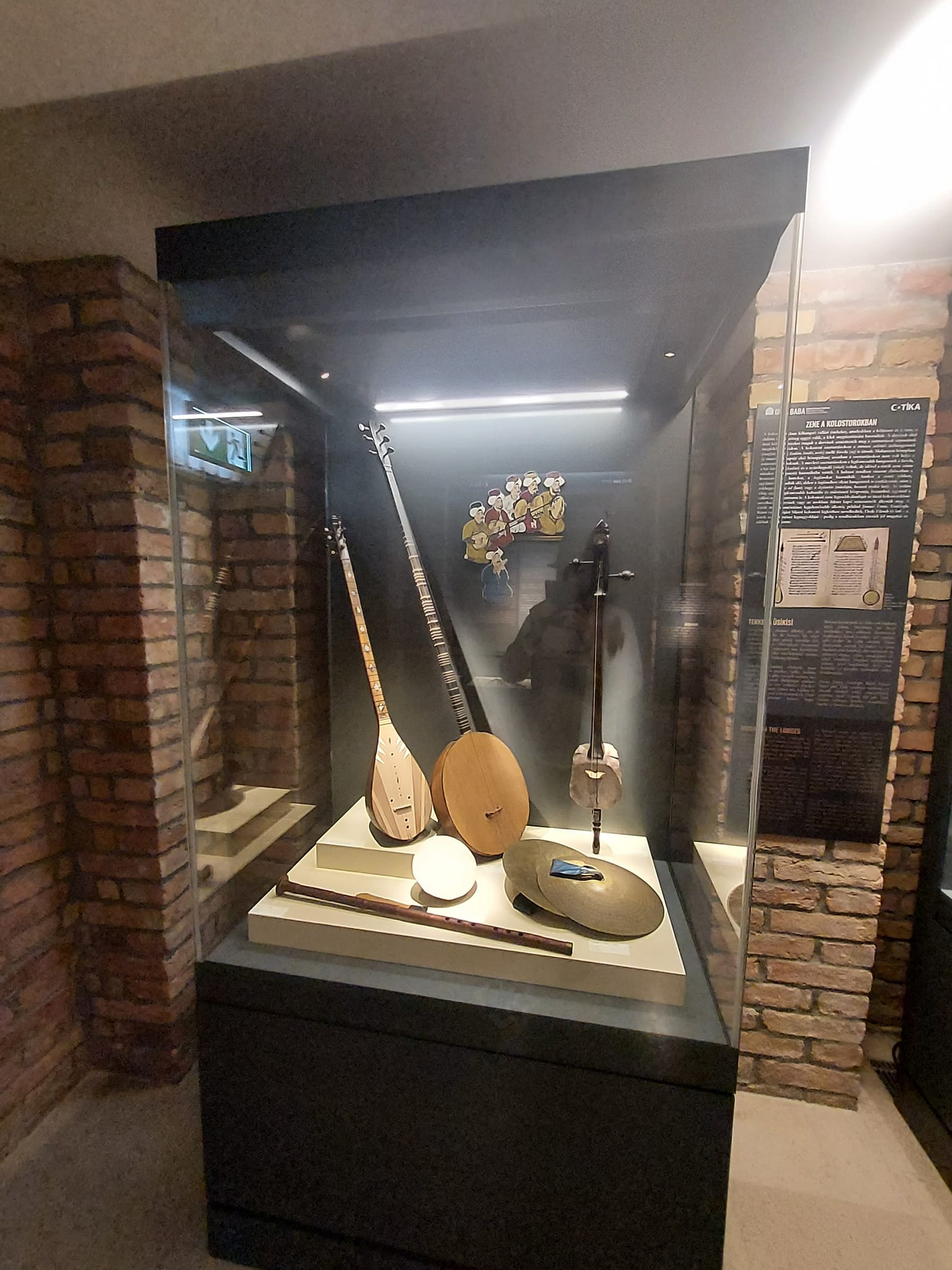
Muziekinstrumenten als deel van de museumcollectie
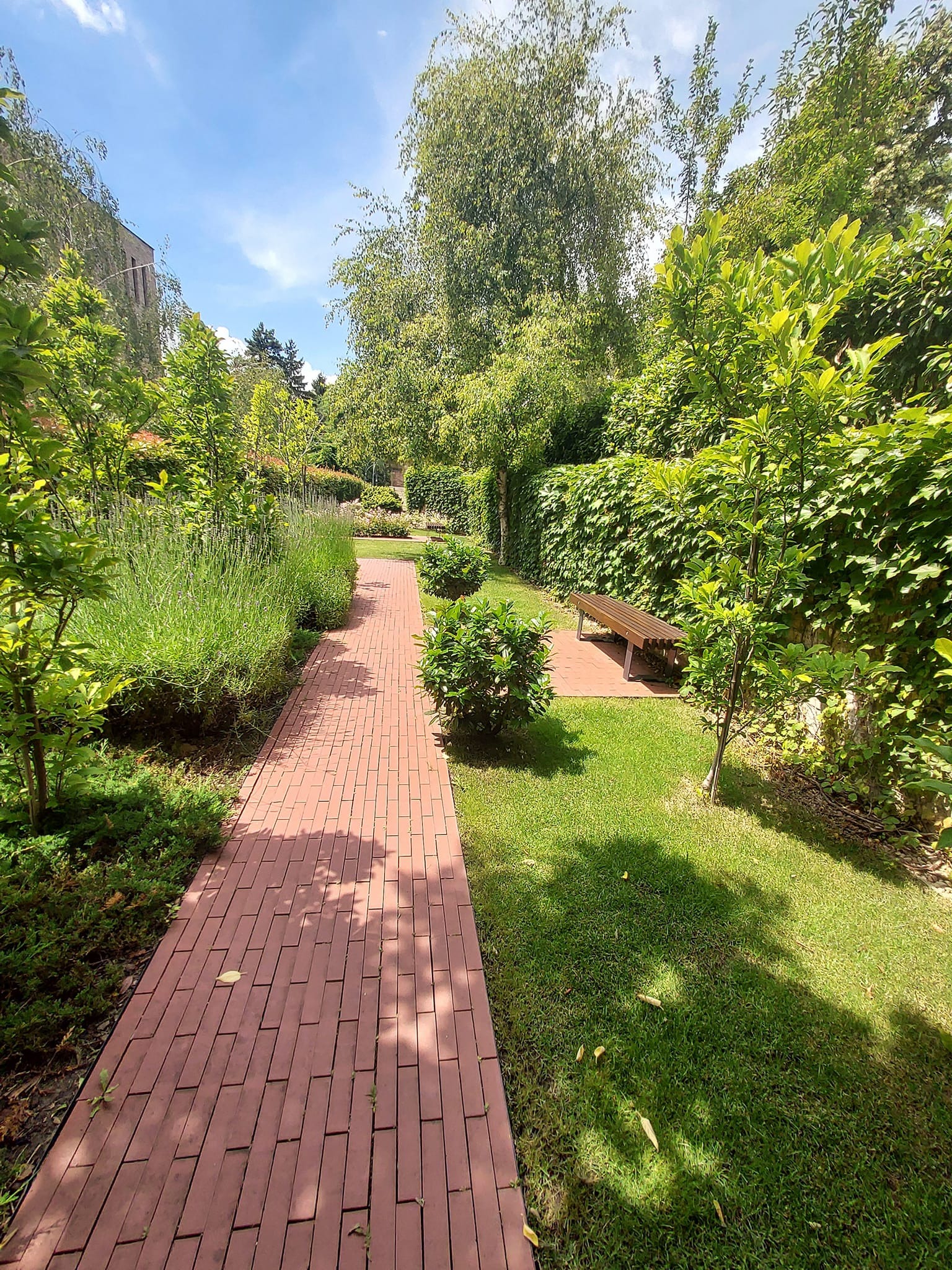
Deel van de hangende tuinen in het terrassenpark rondom de Tombe van Gül Baba
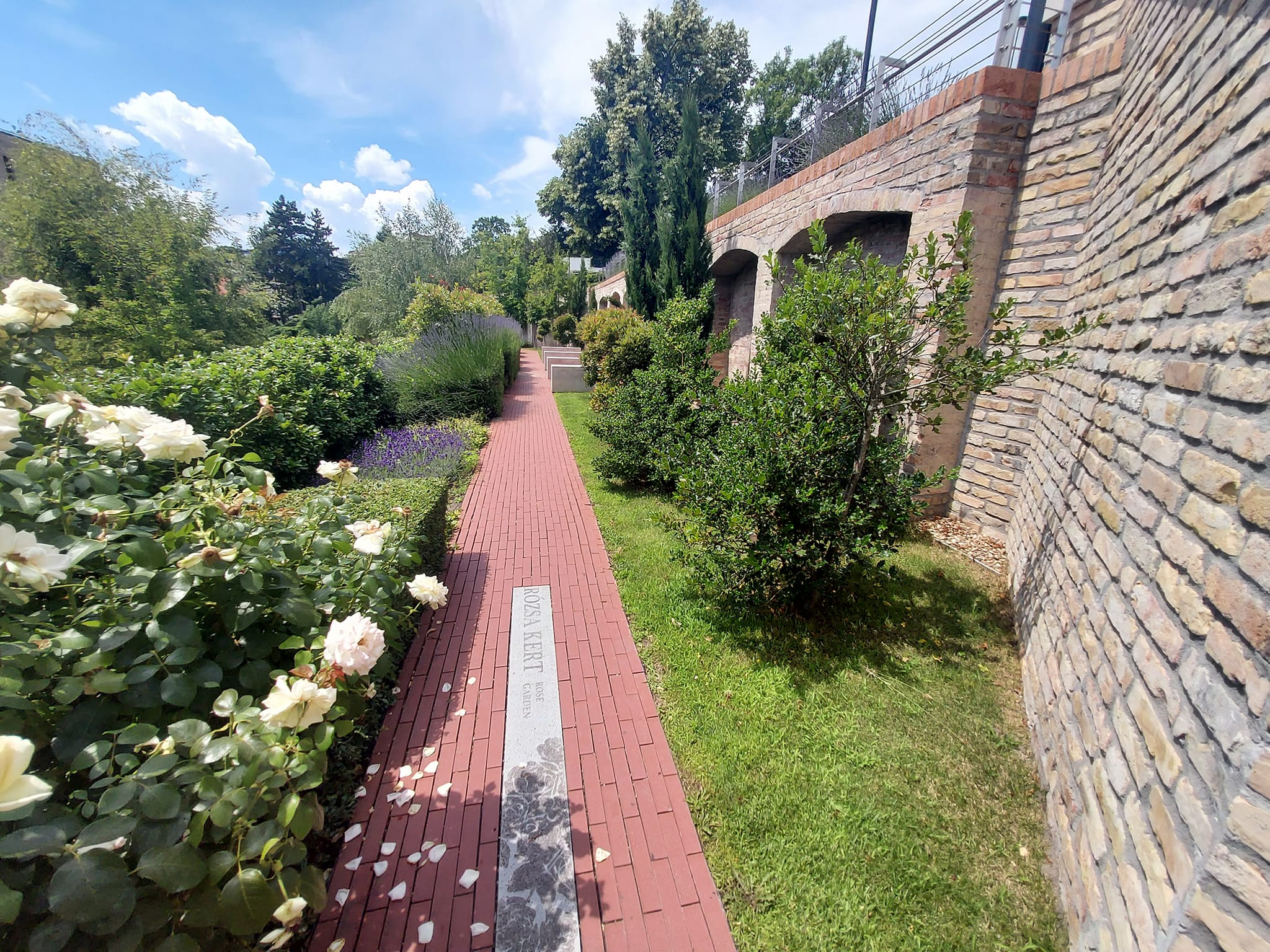
Deel van het rosarium in de hangende tuinen bij de Tombe van Gül Baba, waarboven de Islamitische graftuin gelegen is